# معنای زندگی از مانتی پایتون
معنای زندگی از مانتی پایتون (به انگلیسی: Monty Python's The Meaning of Life) فیلمی به کارگردانی تری جونز با بازی گراهام چپمن است.

## خلاصه داستان
این فیلم کمدی قصد دارد به بزرگترین پرسش هستی پاسخ دهد: معنی زندگی چیست؟ چند داستان به ظاهر بی ارتباط با یکدیگر، دربارهٔ مرگ و زندگی، در مراحل مختلف…